# Lichenophanes angustus
Lichenophanes angustus är en skalbaggsart som först beskrevs av Thomas Casey 1898.  Lichenophanes angustus ingår i släktet Lichenophanes och familjen kapuschongbaggar. Inga underarter finns listade i Catalogue of Life.

## Bildgalleri

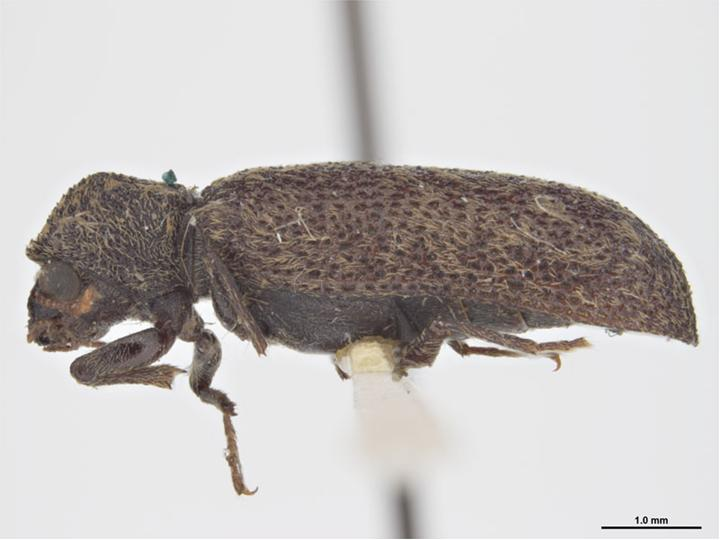
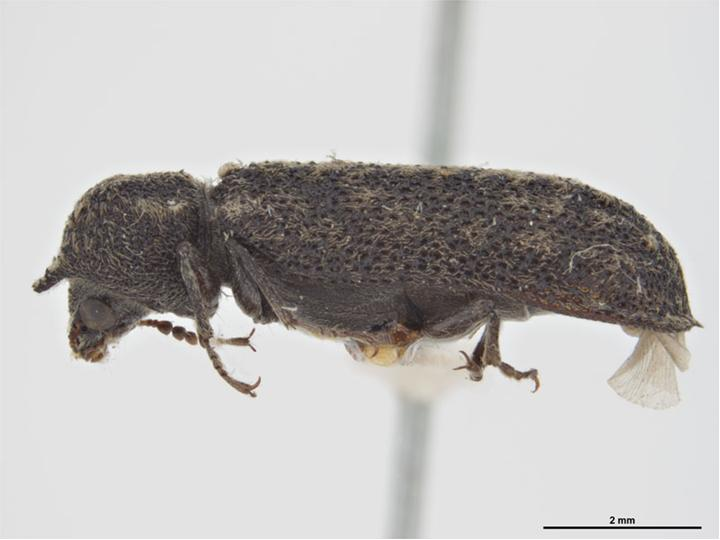